# Passô
Passô ist ein Ort und eine ehemalige Gemeinde (Freguesia) im Nordwesten Portugals.
Passô gehört zum Kreis Moimenta da Beira im Distrikt Viseu. Die Gemeinde hatte eine Fläche von 4,4 km² und 340 Einwohner (Stand 30. Juni 2011).
Am 29. September 2013 wurden die Gemeinden Passô, Valbom (São Martinho) und Valbom (São Pedro) zur neuen Gemeinde União das Freguesias de Valbom (São Pedro), Passô e Valbom (São Martinho) zusammengeschlossen.